# Sankt Knuds Kirkedistrikt
Sankt Knuds Kirkedistrikt er omdannet og Sankt Knuds Kirke er teknisk overført til Bramming Sogn.

Sankt Knuds Kirkedistrikt var et sogn i Ribe Domprovsti (Ribe Stift). Sognet lå i Esbjerg Kommune, indtil Kommunalreformen i 2007 lå det i Bramming Kommune. I Sankt Knuds Sogn ligger Sankt Knuds Kirke.